# Dandan Oilik
Dandan Oilik è una storica città-oasi situata in Cina, nel deserto di Taklamakan. Dandan Oilik fu un importante (anche se piccolo) centro buddista e commerciale sulla rotta della via della seta. Il suo nome significa 'Case di/con avorio' e vi sono stati ritrovati un certo numero di importanti reperti archeologici.
Essendo stata abbandonata secoli fa, la città è stata sepolta e scoperta dal deserto numerose volte. Recentemente una spedizione tedesca guidata da Christoph Baumer l'ha ritrovata basandosi sui racconti di precedenti esploratori quali Aurel Stein, riportando alla luce reperti datati al VII/VIII secolo. Hanno anche preso nota della posizione GPS, e la città è oggi sotto analisi da parte di archeologi cinesi.